# Гай Антисций Вет (консул 6 пр.н.е.)
Вижте пояснителната страница за други личности с името Гай Антисций Вет.
Гай Антисций Вет (на латински: Gaius Antistius Vetus; * ок. 40 пр.н.е.; † 1 г.) e сенатор и консул на ранната Римска империя.

## Биография
Той произлиза от фамилията Антисции и е син на Гай Антисций Вет (суфектконсул 30 пр.н.е.), който през 29 пр.н.е. e издигнат в патрицианското съсловие.
Започва политическата си кариера през 16/15 пр.н.е. като магистър на Монетния двор. През 6 г. пр.н.е. става редовен консул заедно с Август. Той е проконсул на провинция Близка Испания. След това става проконсул на провинция Азия. Също е и понтифекс.

## Деца
- Гай Антисций Вет (консул 23 г.)[3]
- Луций Антисций Вет (консул 28 г.)[3]